# NGC 5008
NGC 5008 (другие обозначения — IC 4381, IRAS14087+2545, UGC 9073, ZWG 132.78, MCG 4-33-42, ZWG 133.1, HCG 71A, PGC 50629) — спиральная галактика с перемычкой (SBc) в созвездии Волопаса.
Излучение в линиях нейтрального атомарного водорода показывает, что галактика имеет два протяжённых хвоста, вытянутых на восток и на запад. Второй, по-видимому, вытянут в сторону HCG 71C и соединён с этой галактикой.
Этот объект входит в число перечисленных в оригинальной редакции «Нового общего каталога».